# Чистилище (Божественна комедія)

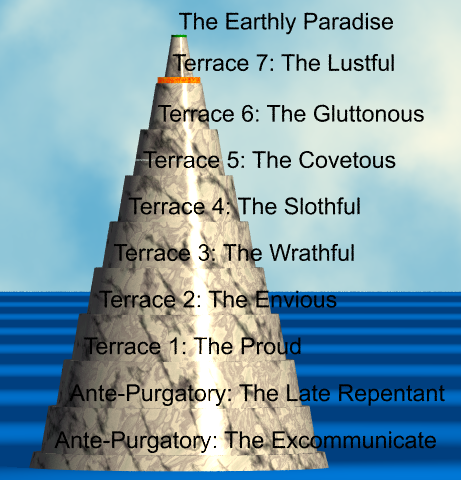
План Гори Чистилища. Як і у випадку з Раєм, його структура являє собою форму 2 + 7 = 9 + 1 = 10. Кожен з десяти регіонів відрізняється за своєю природою від інших дев'яти

«Чистилище» — друга частина «Божественної комедії» Данте Аліг'єрі, що оповідає про ту частину загробного світу, куди потрапляють душі, які встигли рано чи пізно покаятися в скоєних гріхах. Такі душі отримують можливість досягти Раю після того, як «відбудуть термін» в Чистилищі. Данте потрапляє сюди, пройшовши всі дев'ять кіл Пекла. Досягнувши центру землі, він опиняється на іншій півкулі, де і розташовується гора Чистилище.

## Структура
Страж Чистилища — Катон Молодший Утіцький (95-46 роки до н. е.), державний діяч останніх часів Римської республіки, який не забажав пережити її крах й наклав на себе руки.
Біля підніжжя — померлі під церковним відлученням, але які розкаялися в своїх гріхах. Вони повинні провести там термін у 30 разів більший за термін відлучення. І новоприбулі душі — ангел привозить їх у човні з гирла Тібру, куди вони збираються після смерті і чекають, поки їх не заберуть на острів. Серед них Данте зустрічає свого друга — співака Казеллі, сицилійського короля Манфреда.
Врата Чистилища. Поки Данте спав, його перенесла сюди Свята Лючія. Біля воріт (алмазний поріг) — ангел з мечем і двома ключами — срібним і золотим. Перш ніж впустити Данте, ангел вирізає у нього на лобі сім букв Р — відповідно до сімох гріхів (peccata). Біля входу в кожне коло — ангел, який помахом крила витирає одну Р.
| коло     | нудяться                                        | покарання | Зустрінуті Данте душі |
| -------- | ----------------------------------------------- | --- | --- |
| 1-е коло | Гординя (бажання зла — любов до чужого зла)     | Повільно повзуть, зігнувшись до землі під вагою каменя, прив'язаного до шиї                                  | Одерізі та Губбіо [it] — прославлений свого часу мініатюрист, Омберто Альдобрандескі [it], Провенцано Салвані [it]           |
| 2-е коло | заздрість                                       | Одягнені у волосяницю, з зашитими століттями, сидять, притулившись спиною до скелі, плечима — один до одного | Сапія Салвані [it] (знаменита сьєнська дама), Гвідо дель Дуко, Ріньєр та Кальболі                                            |
| 3-е коло | гнів                                            | В диму, від якого нічого не видно                                                                            | Ломбардец Марко [it] |
| 4-е коло | Неробство (Недостатня любов до істинного блага) | Несуться «у вічному неспокою»                                                                                | Герардо II та Сан Дзено |
| 5-е коло | Користь (Надмірна любов до помилкових благ)     | Ридають, лежачи обличчям до землі і не сміючи рушити                                                         | Адріан V, Гуго Капет, Публій татів Стацій (близько 40-95 років)                                                              |
| 6-е коло | обжерливість                                    | Змарнілі до кісток, «двічі мертві на вигляд»                                                                 | Форезе Донаті [it] (приятель Данте і родич його дружини), Бонаджунта Орбіччані [it], Мартін IV, Маркезе дельї Аргольозі [it] |
| 7-е коло | хтивість                                        | У вогні | Гвідо Гвиницелли (поет, родоначальник dolce stil nuovo), Арнаут Даніель (провансальський трубадур)                           |

Сходження до земного раю. Вергілій залишає Данте на власне піклування. Спостерігають процесію з нагоди очищення душі Стація. З'являється Беатріче, напуває його водою з Лети, щоб забути гріхи, потім — з Євної, щоб згадати добрі справи.